# Makuta
Makuta is een dorp in het district Central in Botswana. De plaats telt 1014 inwoners (2011).